# SBVA
SBVA (에스비브이에이)는 2000년 소프트뱅크 그룹(SoftBank Group) 산하의 창업투자회사인 소프트뱅크벤처스로 한국에 설립돼 인공지능, 사물인터넷, 스마트 로보틱스 분야를 중심으로 전세계의 ICT 스타트업에 투자하고 있다.
2023년 6월에 손태장 미슬토 회장과 타이라 아츠시 미슬토 대표, 이준표 SBVA 대표가 공동으로 설립한 싱가포르 기반의 투자 회사 디에지오브(The Edgeof)에 인수돼 독립하였으며, 약 2.5조원 규모의 자산을 운용하고 있다.
현재 서울을 포함해 북경, 싱가포르, 샌프란시스코, 이스라엘 등에 지사를 두고 100여 개가 넘는 포트폴리오 회사를 육성하며 글로벌 투자 활동을 이어오고 있다.

## 역사
- 2000 - 2018 소프트뱅크 그룹의 창업투자회사, SoftBank Ventures Korea 설립
- 2018 AUM 1조원 달성, 이준표 대표 취임[3]
- 2019 SoftBank Ventures Asia (소프트뱅크 벤쳐스 아시아)로 사명 변경, Korea VC Awards 최우수 운용사 선정[4]
- 2021 더벨 주관 벤처캐피털 펀드레이징 1위
- 2022 AUM 2조원 달성, 스타트업 트렌드 리포트 설문 결과 '창업자 대상 최선호 벤처캐피탈사' 선정
- 2023 The Edgeof로 최대주주 변경
- 2024 SBVA로 사명 변경[5]

## 주요 포트폴리오
당근마켓, 루닛, 코빗, Carro, Goto, Iyuno

## 참고 문헌
1. ↑  “외국계 벤처캐피털 국내투자 본격화”. 2000년 5월 2일. 2024년 10월 11일에 확인함.
2. ↑  뉴시스 (2023년 4월 12일). “'손정의 친동생' 손태장 회장, 소프트뱅크벤처스 품었다”. 2024년 10월 11일에 확인함.
3. ↑  “[소프트뱅크벤처스는 지금]이준표 대표 체제서 급성장, 글로벌 투자 역량 ‘매력’”. 2024년 10월 11일에 확인함.
4. ↑  박소현 (2019년 12월 19일). “소프트뱅크벤처스, 'Korea VC Awards 2019' 최우수운용사 선정”. 2024년 10월 11일에 확인함.
5. ↑  머니투데이 (2024년 1월 29일). “2000억 신규 벤처펀드 결성한 소프트뱅크벤처스, SBVA로 새출발”. 2024년 10월 11일에 확인함.